# Esteban Urkiaga Basaraz

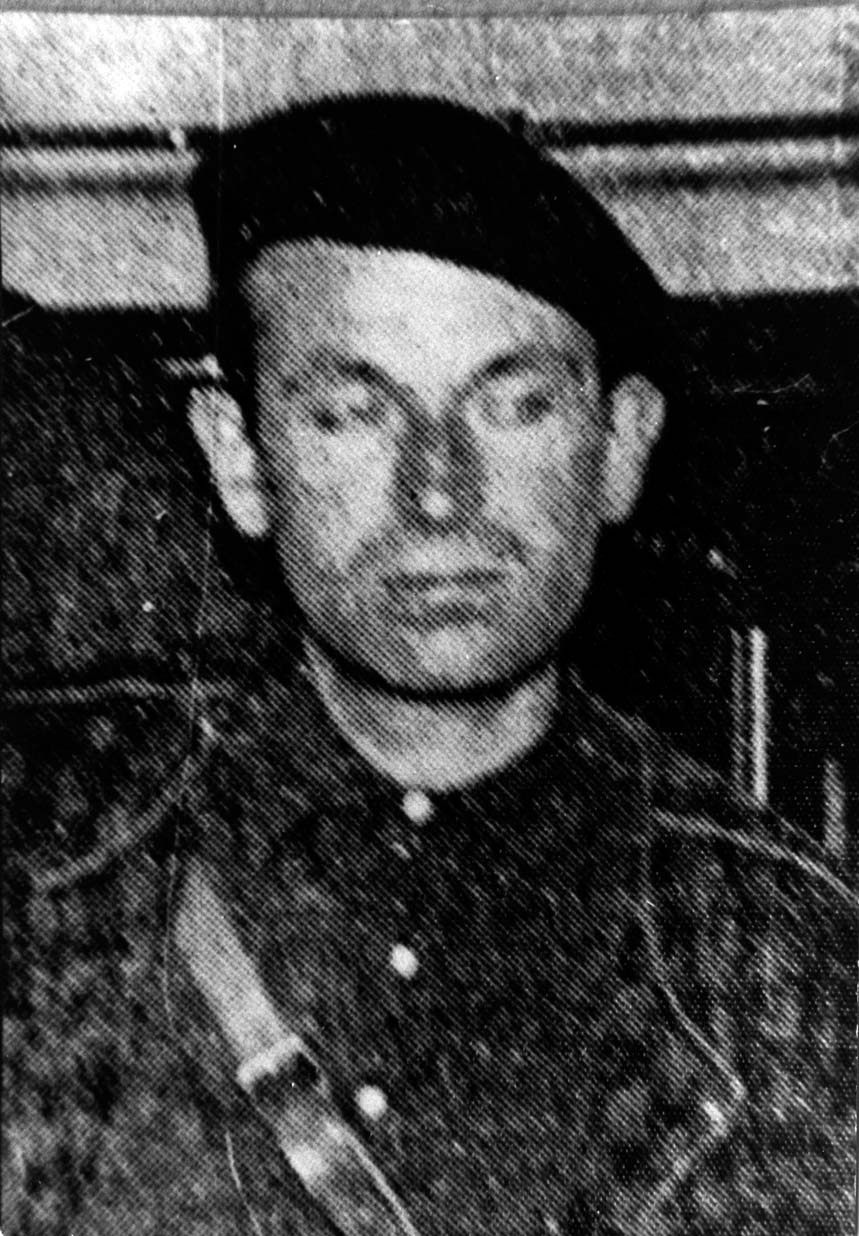
L'escriptor Lauaxeta en uniforme de gudari.

Esteban Urkiaga Basaraz, més conegut com a Lauaxeta (Laukiz, 3 d'agost de 1905 - Vitòria, 25 de juny de 1937) va ser un poeta i periodista basc. El seu pseudònim prové de la contracció del nom del baserri on va néixer, "Lau Haizetara" (que significa literalment "als quatre vents", és a dir, "en totes direccions"). Resident des de molt petit a Mungia, es va formar amb els jesuïtes a Durango, Azpeitia i Oña, llocs en els quals va tenir el primer acostament cap a l'euskera i va conèixer altres destacats autors, com Andima Ibiñagabeitia i Pío Montoya.
La seva primerenca vocació religiosa el va fer arribar al noviciat, però el va abandonar per dedicar-se al periodisme i la literatura. Va ingressar en el Partit Nacionalista Basc, on es va fer càrrec de diverses publicacions en euskera. El seu primer llibre de poemes, Bide barrijak (Nous camins), va veure la llum el 1931 i, el 1935, Arrats beran (En caure la tarda), obres ambdues en les quals va abandonar la tradició romàntica dels poetes bascos tradicionals. També va desenvolupar una important tasca de traducció de les obres clàssiques i de les avantguardes europees a l'euskera, inclosos alguns llibres de Federico García Lorca. Va escriure algunes obres de teatre, com Asarre aldija (L'empipament) i Epalya (El veredicte). Va ser cofundador de l'Acadèmia Basca.
En esclatar la Guerra Civil i aprovar-se l'Estatut d'Autonomia del País Basc, va col·laborar amb el Govern d'Euzkadi, ocupant-se de tasques de propaganda al capdavant de diverses publicacions, i va ser comandant d'Intendència de l'Eusko Gudarostea, servint a Bilbao, on va destacar per haver ocultat a alguns sacerdots que fugien de la repressió anticlerical dins de la zona republicana. També en aquesta època, va ser el creador de la paraula Ertzaiña ("atenció del poble") per designar la nova policia basca. El 29 d'abril de 1937 es va dirigir a Gernika com a intèrpret per mostrar a uns corresponsals de guerra francesos de La Petite Gironde els efectes del bombardeig de la ciutat per la Legió Còndor. Va ser capturat per les tropes franquistes, sotmès a Consell de guerra i condemnat a mort. Va ser afusellat al cementiri de Santa Isabel de Vitòria dos mesos després, tot i les gestions del Govern d'Euzkadi per intentar el seu bescanvi per un altre presoner.

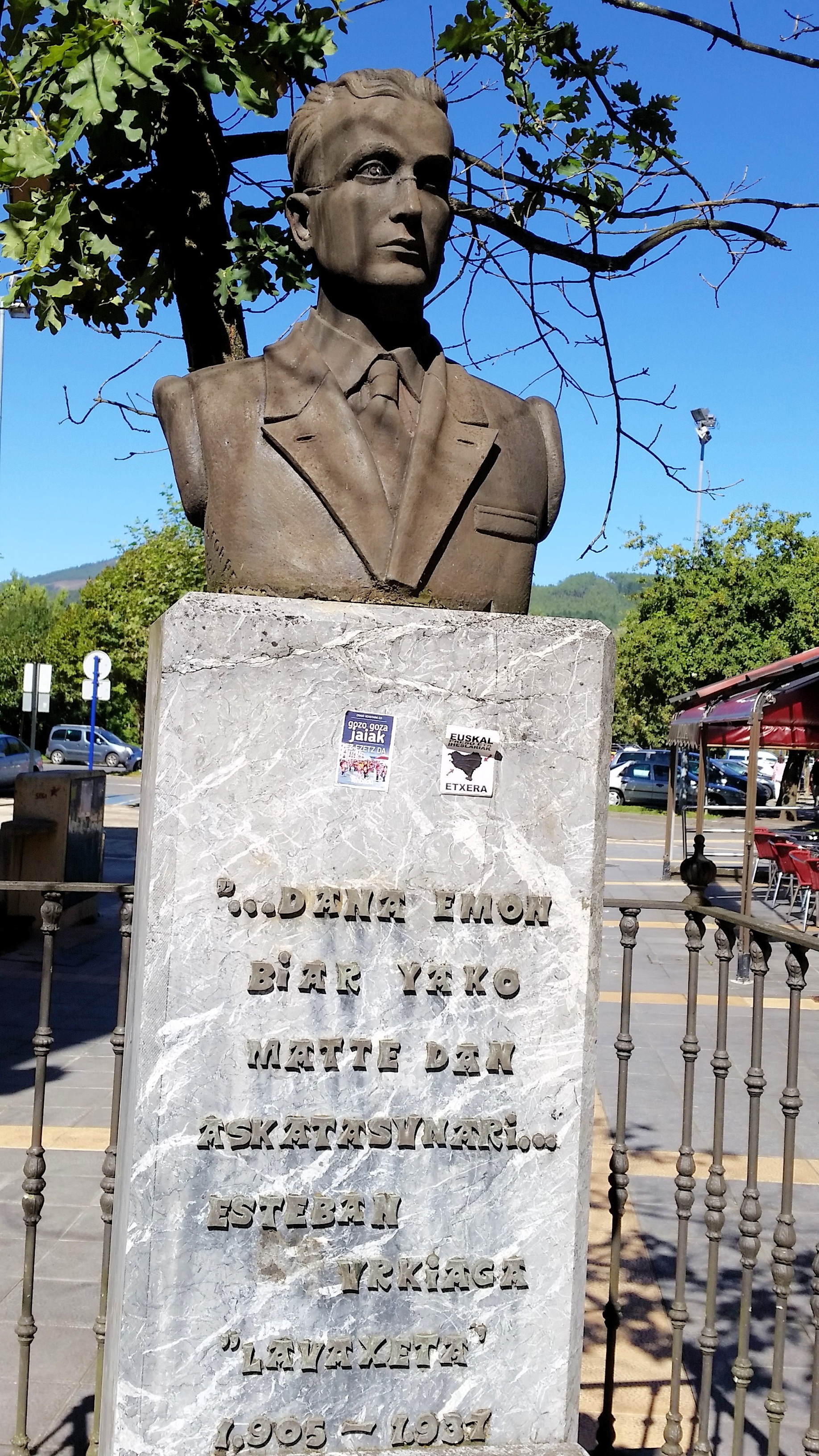
Escultura de Lauaxeta en Mungia.